# Pusatlar, Çavdarhisar
Pusatlar là một xã thuộc huyện Çavdarhisar, tỉnh Kütahya, Thổ Nhĩ Kỳ. Dân số thời điểm năm 2008 là 67 người.